# Terrell Myers
Terrell Myers   (New Haven, 28 d'agost de 1974) és un exjugador de bàsquet nord-americà nacionalitzat britànic. Mesura 1,93 metres, i juga en la posició d'aler.
Es va formar com a jugador a la Universitat Saint Joseph 's, un centre universitari jesuïta de Filadèlfia. Després d'un periple universitari juga durant sis temporades a la lliga anglesa, les quatre primeres al Sheffield Sharks i les dues següents al London Towers, equip des del qual va fer el salt a l'ACB en la temporada 2003-04. Des del 98 a l'any 2002 va participar en els All Start de la Lliga Anglesa i va ser 'Jugador l'any' en la campanya 98-99, quedant campió de lliga en la temporada 99 i de copa a l'any següent, mentre militava al Sheffied Sharks.

## Trajectòria
- 1993/97 Saint Joseph's Hawks  Estats Units
- 1997/01 Sheffield Sharks  Regne Unit
- 2001/03 BBL London Towers  Regne Unit
- 2003/06 CB Girona  Espanya
- 2006/07 CB Murcia  Espanya